# Ammodytes americanus
Az Ammodytes americanus  a sugarasúszójú halak (Actinopterygii) osztályának a sügéralakúak (Perciformes) rendjébe, ezen belül az Ammodytidae családjába tartozó faj.

## Előfordulása
Az Ammodytes americanus az Atlanti-óceán északnyugati részén él, Delaware államtól északra Új-Fundland és Labradorig.

## Megjelenése
E halfaj legnagyobb hossza 23,5 centiméter lehet. Hátúszóján 52 - 61, a farok alatti úszóján 26 - 33 puha tüske van. 62 - 70 csigolyája van. Az oldalsó redők száma 106-126, átlagosan 117,4. Az Ammodytes dubius fajtól vagy csak a redők száma, vagy a redők és a csigolyák számának összege különbözteti meg.

## Életmódja
Az Ammodytes americanus nagy rajokban él, a felszíntől 73 méteres mélységig. A parti vízeket és torkolatokat részesíti előnyben. A tengerfenék homokjába befúrja magát.